# Welborn G. Dolvin

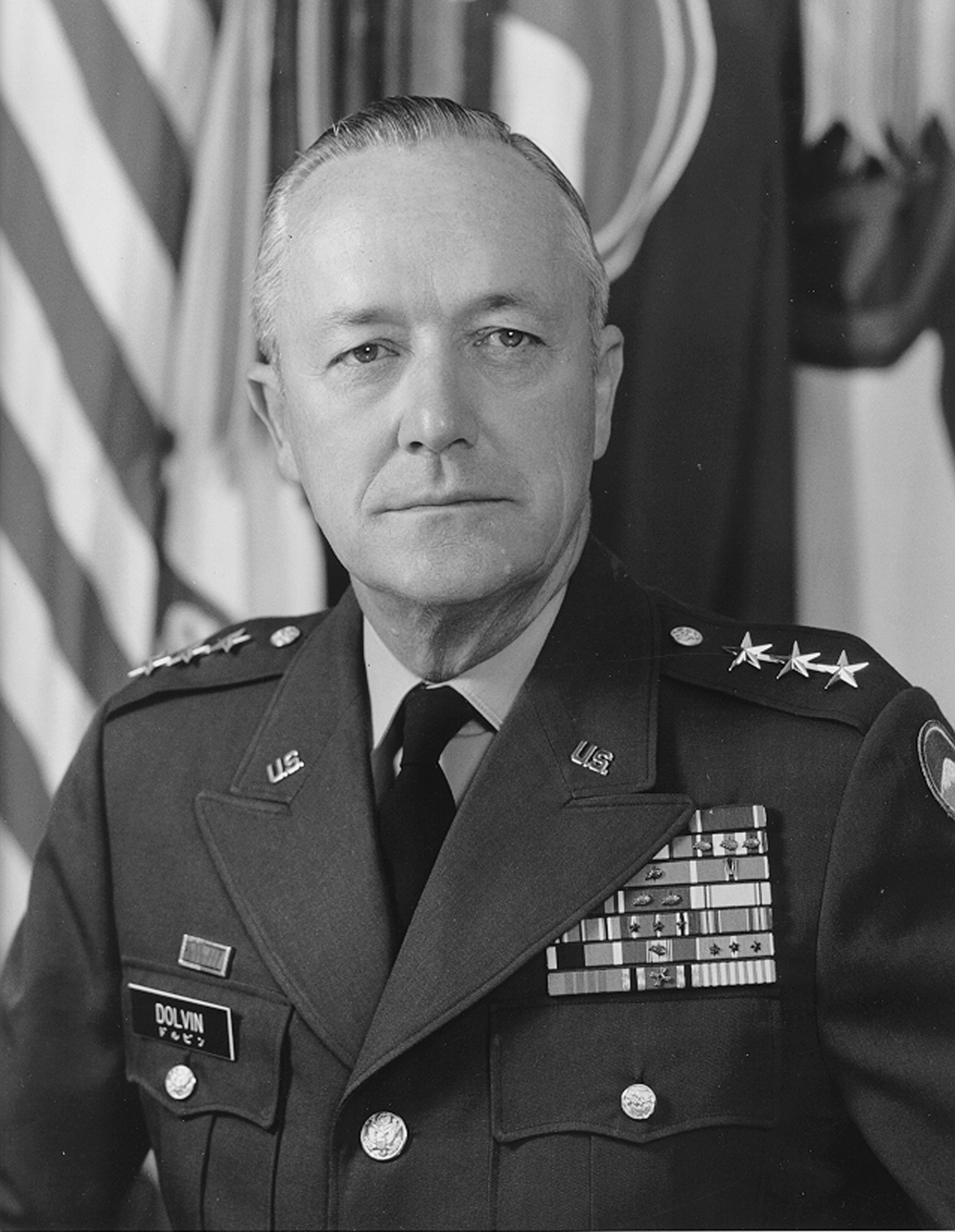
Welborn G. Dolvin

Welborn Griffin Dolvin Sr. (* 8. Februar 1916 in Siloam, Greene County, Georgia; † 17. Mai 1991 in Stevensville, Virginia) war ein Generalleutnant der United States Army. Er war unter anderem Kommandeur der 3. Panzerdivision.
In den Jahren 1935 bis 1939 durchlief Welborn Dolvin die United States Military Academy in West Point. Nach seiner Graduation wurde er als Leutnant in das Offizierskorps des Heeres aufgenommen. In der Armee durchlief er anschließend alle Offiziersränge vom Leutnant bis zum Drei-Sterne-General. Im Lauf seiner militärischen Karriere absolvierte Dolvin verschiedene Kurse und Schulungen. Dazu gehörten unter anderem das Command and General Staff College (1949–1950) und das United States Army War College (1953–1954).
In seinen jüngeren Jahren absolvierte er den für Offiziere in den niederen Rangstufen üblichen Dienst in unterschiedlichen Einheiten und Standorten. Dazu gehörten auch Aufgaben als Stabsoffizier in verschiedenen Hauptquartieren. Im Lauf seiner militärischen Karriere kommandierte er Einheiten auf fast allen militärischen Ebenen.
In den Jahren 1939 bis 1941 diente Dolvin im 67. Infanterieregiment. Danach wurde er zum 756. Panzerbataillon versetzt, wo er bis 1942 eine Kompanie befehligte. In diese Zeit fiel der Eintritt der Vereinigten Staaten in den Zweiten Weltkrieg. In den Jahren 1942 und 1943 war Dolvin in Fort Lewis stationiert, wo er Stabsoffizier in einem Bataillon war. Anschließend übernahm er das Kommando über das 191. Panzerbataillon, das er in den Jahren 1944 bis 1946 innehatte. Diese Einheit unterstand der 45. Infanteriedivision und war mit dieser auf dem europäischen Kriegsschauplatz in Frankreich und Deutschland eingesetzt. Für seine militärische Leistungen in jener Zeit wurde er mit mehreren Orden ausgezeichnet.
Von 1946 bis 1949 leitete Welborn Dolvin die für Panzereinheiten zuständige Fakultät der Infantry School und in den Jahren 1950 und 1951 kommandierte er nach seiner Zeit am Command and General Staff College das 89. Panzerbataillon, das der 25. Infanteriedivision unterstand und mit dieser im Koreakrieg eingesetzt war. Im weiteren Kriegsverlauf wurde er für einige Zeit Stabschef dieser Division. Dolvin war vor allem mit seinem Panzerbataillon in verschiedene Gefechte in Korea verwickelt und wurde erneut mit mehreren Orden ausgezeichnet.
In den Jahren 1951 bis 1953 war er Stabsoffizier beim Research & Development Center des US-Heeres. Nach seinem anschließenden Studium am Army War College wurde er im Jahr 1954 Mitglied der Fakultät der Artillerie School. Dort verblieb er bis zum Jahr 1956. Danach kehrte er zum Stab des Research & Development Centers zurück, dem er bis 1959 angehörte. In den Jahren 1959 bis 1961 kommandierte Dolvin eine Brigade der 4. Panzerdivision (Combat Command C). Diese Division war damals in Deutschland stationiert. Danach wurde er Leiter der Stabsabteilung G3 (Operationen) bei den Alliierten Landstreitkräfte der NATO in Europa (Allied Land Forces, Central Europe, (NATO).
Zwischen 1963 und 1966 war Welborn Dolvin Manager bei einem Projekt zur Weiterentwicklung des US-amerikanischen Panzerprogramms (Tank Development Program). Im Oktober 1966 erhielt er das Kommando über die in Deutschland stationierte 3. Panzerdivision. Diese Stelle bekleidete er bis zum Oktober 1968. Anschließend war er bis 1970 Stabschef bei der Central Army Group der NATO.
In den Jahren 1970 bis 1972 war er in verschiedenen Funktionen im Vietnamkrieg eingesetzt. Zunächst war er Stabsoffizier beim dortigen Hauptquartier (US. Military Assistance Command, Vietnam). Danach war er bis 1971 Stabschef dieses Commands. Schließlich kommandierte er zwischen Juni 1971 und Juni 1972 das ebenfalls in Vietnam eingesetzte XXIV. Korps. Anschließend wurde er nach Japan versetzt, wo er bis zum Jahr 1975 das IX. Korps kommandierte. Anschließend ging er in den Ruhestand.
Nach seiner Pensionierung arbeitete Dolvin für einige Zeit als Vertreter des US-Verteidigungsministeriums bei den Verhandlungen über die Zukunft des Panamakanals. In den Jahren 1980 bis 1982 nahm er im Auftrag der Joint Chiefs of Staff an den Abrüstungsgesprächen in Wien teil. Danach zog er sich endgültig ins Privatleben zurück. Er bewirtschaftete drei Farmen in Virginia und Georgia und nahm am gesellschaftlichen Leben im King and Queen County seiner neuen Heimat teil. Dort gehörte er einigen Vereinen an.
Der seit 1949 mit Cynthia Kent Burress verheiratete Offizier starb am 17. Mai 1991 und wurde auf dem Nationalfriedhof Arlington beigesetzt.

## Orden und Auszeichnungen
Welborn Dolvin gehört zu den Top 50 der höchstdekorierten amerikanischen Veteranen. Er erhielt im Lauf seiner militärischen Laufbahn unter anderem folgende Auszeichnungen:
- Distinguished Service Cross
- Army Distinguished Service Medal
- Silver Star
- Legion of Merit
- Bronze Star Medal
- Purple Heart
- Air Medal
- Joint Service Commendation Medal
- Army Commendation Medal
- Department of Defense Distinguished Civilian Service Award
- American Defense Service Medal
- American Campaign Medal
- European-African-Middle Eastern Campaign Medal
- World War II Victory Medal
- Army of Occupation Medal
- National Defense Service Medal
- Presidential Unit Citation
- Korean Service Medal
- Vietnam Service Medal
- Croix de Guerre (Frankreich)
- Verdienstorden der Bundesrepublik Deutschland (Deutschland)
- Order of National Security Merit (Südkorea)
- National Order of Vietnam (Südvietnam)
- United Nations Korea Medal (UNO)
- Vietnam Campaign Medal (Südvietnam)
- Korean War Service Medal (Südkorea)